# 메데아주

메데아주

메데아주(아랍어: ولاية المدية)는 알제리 북부에 위치한 주로, 주도는 메데아이며 면적은 8,866km2, 인구는 830,943명(2008년 기준)이다.